# 乃燕
乃燕（?—?），札剌亦儿氏，元朝将领。木华黎的曾孙，孛鲁的孙子，速浑察的次子，忽林池的弟弟。
乃燕性情谦和，好学，以贤能著称。其父速浑察去世后，蒙哥命乃燕袭爵，他辞让不受。推举兄长忽林池袭为国王，代行军国事。忽林池担任国王，事无巨细，必与乃燕商议。每当元世祖与乃燕论事，他明习典故，知无不言。其后病卒，其子硕德。至正八年（1348年）追封鲁郡公。

## 延伸阅读
[在维基数据编辑]
 《新元史/卷120》，出自柯劭忞《新元史》